# Luisa Garella
Luisa Garella, nome d'arte di Luisa Gargarella (Firenze, 6 gennaio 1921 – Roma, 28 settembre 1983), è stata un'attrice italiana.

## Biografia
Non sono noti i dati anagrafici dell'attrice. Due gli anni di nascita attribuiti: 1913 e 1921.
Dopo aver frequentato il liceo e conseguito due diplomi, uno di pianoforte al Conservatorio di musica Santa Cecilia e l'altro di recitazione alla scuola Eleonora Duse, alterna la sua attività di attrice tra il cinema, dove esordisce nel 1934 nel film Paraninfo di Amleto Palermi con Angelo Musco, e il teatro, sempre nel 1934, come « Luigia Gargarella » è nel cast della Nuova Compagnia della Commedia con Renzo Ricci, l'anno successivo fa parte della Compagnia teatrale De Sica-Rissone-Melnati. Più tardi, come Luisa Garella, nel 1937, recita per la compagnia di Giulio Donadio, e a seguire, nel 1939, è nella Compagnia del Teatro di Venezia diretta da Alberto Colantuoni, poi nella compagnia di prosa retta da Guglielmo Giannini, accanto a Carlo Lombardi (all'epoca Carlo Lombardo).
Nel 1943 prende parte a Grattacieli di Guglielmo Giannini, 4 ragazze sognano e La signora in nero di Nunzio Malasomma.
Nel 1946 fu la prima attrice di Peppino De Filippo nella nuova formazione teatrale, incominciando le recite in Sicilia al Teatro Diana di Palermo. Successivamente abbandona il mondo dello spettacolo e si perdono le sue tracce.

## Filmografia
- Paraninfo, regia di Amleto Palermi (1934)
- Joe il rosso, regia di Raffaello Matarazzo (1936)
- Jungle nera, regia di Jean-Paul Paulin (1936) (come Luisa Garyl)
- Il fu Mattia Pascal, regia di Pierre Chenal (1937)
- L'uomo che sorride, regia di Mario Mattoli (1937)
- La scuola dei timidi, regia di Carlo Ludovico Bragaglia (1941)
- L'ultimo ballo, regia di Camillo Mastrocinque (1941)
- Scampolo, regia di Nunzio Malasomma (1941)
- L'affare si complica, regia di Pier Luigi Faraldo (1942)
- Grattacieli, regia di Guglielmo Giannini (1943)
- Cortocircuito, regia di Giacomo Gentilomo (1943)
- 4 ragazze sognano, regia di Guglielmo Giannini (1943)
- Il nemico, regia di Guglielmo Giannini (1943)
- La signora in nero, regia di Nunzio Malasomma (1943)